# Chapelle Saint-Wendelin de Mutzig
La chapelle Saint-Wendelin est un monument historique situé à Mutzig, dans le département français du Bas-Rhin.

## Localisation
Ce bâtiment est situé vorfelsburg à Mutzig.

## Historique
L'édifice fait l'objet d'une inscription au titre des monuments historiques depuis 1977.